# Hun købte en Mand
Hun købte en Mand er en amerikansk stumfilm fra 1920 af Chester Withey.

## Medvirkende
- Norma Talmadge som Marie Callender / Marie Max / June Dayne
- Conway Tearle som Ernest Lismore
- Octavia Broske som Polly Poplar
- Phillips Tead som Bob Brummel
- Ida Darling som Carrie Chisholm
- John T. Dillon
- Eva Gordon